# Wilhelm Friedemann Bach
Wilhelm Friedemann Bach (ur. 22 listopada 1710 w Weimarze, zm. 1 lipca 1784 w Berlinie) – kompozytor niemiecki.

## Życiorys
Najstarszy syn Jana Sebastiana Bacha i jego pierwszej żony Marii Barbary. Uczył się u swojego ojca.
Mieszkał w Dreźnie i w Halle i z tego powodu znany też jest jako „Bach drezdeński” lub „Bach hallski”. Uważany przez ojca za najzdolniejszego. W przeciwieństwie do innych członków rodziny wiódł próżniacze i pełne przygód życie, a jego kariera była ciągiem niewykorzystanych możliwości.
W 1733 został mianowany organistą kościoła św. Zofii w Dreźnie, a w 1747 został dyrektorem muzycznym i organistą w Liebfrauenkirche w Halle (Saale). Z ostatniego stanowiska musiał zrezygnować w 1764 i odtąd, mimo że podziwiano jego grę na organach, nie mógł znaleźć stałego zajęcia i tułał się aż do śmierci w 1784.
Zmarł w Berlinie, niedoceniany przez współczesnych.

## Twórczość
Wśród jego kompozycji, z których niewiele zostało wydrukowanych, znajdują się kantaty kościelne i utwory instrumentalne, z których najbardziej nowatorskie są sonaty, polonezy i fantazje na fortepian oraz sekstet na smyczki, klarnet i rogi.
Wilhelm Friedemann Bach jest przedstawicielem sentymentalizmu w muzyce (niem. empfindsamer Stil), w jego muzyce współistnieją zarówno elementy nowego stylu galant, jak i odchodzącego już w przeszłość baroku. Zaliczany jest też do głównych reprezentantów stylu Sturm und Drang.
Prawdopodobnie z jego winy zaginęło wiele kompozycji Jana Sebastiana. Po śmierci ojca spuściznę po nim rozdzielili między siebie dwaj najstarsi synowie. Do naszych czasów dochowała się tylko część, która przypadła Carlowi Philipowi Emanuelowi.

## Wybrana literatura
Publikacje w języku angielskim
- Borysenko, Elena. The Cantatas of Wilhelm Friedemann Bach. Thesis (Ph.D.) Eastman School of Music, University of Rochester, 1981
- Helm, Eugene. „Wilhelm Friedemann Bach”, in Christoph Wolff et al., The New Grove Bach Family. NY: Norton, 1983 (ISBN 0-393-30088-9), s. 238–250.
- WF Bach – the neglected son Biography, major works and recommended recordings. Gramophone, April 2010

Publikacje w języku niemieckim
- Falck, Martin. Wilhelm Friedemann Bach; Sein Leben und seine Werke, mit thematischem Verzeichnis seiner Kompositionen und zwei Bildern. Leipzig (Lipsk): C.F. Kahnt, 1919.
- Martin Falck: Wilhelm Friedemann Bach; Leipzig 1913; Nachdruck (Dodruk): Hildesheim: Olms, 2003
- Percy M.Young: Die Bachs 1500–1850; Leipzig: VEB Deutscher Verlag für Musik, 1978; r 9
- Michael Heinemann, Jörg Strodthoff (Ed.): Wilhelm Friedemann Bach. Der streitbare Sohn; Schriftenreihe der Hochschule für Musik „Carl Maria von Weber”; Dresden 2005
- Albert Emil Brachvogel: Friedemann Bach. Wilhelmshaven 1983, ISBN 3-7959-0375-0.
- Ulrich Kahmann: Wilhelm Friedemann Bach. Der unterschätzte Sohn; Bielefeld: Aisthesis, 2010, ISBN 978-3-89528-828-9.
- Ulrich Kahmann: Ein falsches Bild von Wilhelm Friedemann Bach; w: Die Tonkunst, Nr. 4, Jg. 4 (2010), s. 535-539
- Daniel Hensel: Wilhelm Friedemann Bach. Epigone oder Originalgenie, verquere Erscheinung oder großer Komponist?; Stuttgart: ibidem, April 2011, ISBN 978-3-8382-0178-8.